# Berghäuschen
Die Hofstelle Berghäuschen ist ein Ortsteil der Gemeinde Lindlar, Oberbergischen Kreis im Regierungsbezirk Köln in Nordrhein-Westfalen (Deutschland).

## Lage und Beschreibung
Berghäuschen liegt im nördlichen Lindlar genau auf der Stadtgrenze zu Wipperfürth einen Kilometer östlich  von Breun im Naturpark Bergisches Land. Der Ort ist aber telefonisch über die Stadt Wipperfürth angebunden. Postalisch wiederum gehört der Ort seit 2010 zu Lindlar, vorher gehörte er auch postalisch zu Wipperfürth. Auf Wipperfürther Seite liegen die Nachbarorte Dörrenbach, Bühlstahl, Oberkemmerich und Niederkemmerich.
Die Hofschaft ist über eine Zufahrtsstraße angebunden, die bei Bühlstahl von der Landesstraße 302 abzweigt und auch die anderen Nachbarorte anbindet. Ebenfalls erreichbar ist Berghäuschen über die Zufahrtsstraße Berghäuschenweg, die in Breun abzweigt.
Südlich der Hofschaft erhebt sich auf 323,2 Metern der Vogelberg.

## Geschichte
Die genaue Datierung der Entstehung dieser Hofschaft fällt schwer. Es darf jedoch als erwiesen angesehen werden, das die Erstbesiedelung zusammen mit dem Nachbarort Breun erfolgte. Die Erstbesiedlung erfolgte vom Fronhof Lindlar ausgehend. Nach den ersten Rodungsarbeiten folgte die Entstehung vereinzelter Höfe, die zum größten Teil heute noch existieren. Einen Hinweis zum Besiedelungsdatum gibt die Dienstmagd Wilhelmine Siemerkus, die im Jahr 1851 in Berghäuschen gewohnt haben soll.
Der Ort ist auf der Topographischen Aufnahme der Rheinlande von 1825 als Berghaus verzeichnet. Die Preußische Uraufnahme von 1840 zeigt den Wohnplatz unter dem Namen Am Berghäuschen. Ab der Preußischen Neuaufnahme von 1894/96 ist der Ort auf Messtischblättern regelmäßig als Berghäuschen verzeichnet.
1822 lebten fünf Menschen im als Haus kategorisierten Ort, der nach dem Zusammenbruch der napoleonischen Administration und deren Ablösung zur Bürgermeisterei Lindlar im Kreis Wipperfürth gehörte. Für das Jahr 1830 werden für Berghäuschen zusammen mit Dörl, Eremitage, Falkenhof, der hintere Falkenhof, Clause und Frauenhaus zusammen 57 Einwohner angegeben. Der 1845 laut der Uebersicht des Regierungs-Bezirks Cöln als isoliertes Haus kategorisierte Ort besaß zu dieser Zeit ein Wohngebäude mit sechs Einwohnern, alle katholischen Bekenntnisses. Die Gemeinde- und Gutbezirksstatistik der Rheinprovinz führt Berghäuschen 1871 mit einem Wohnhaus und zehn Einwohnern auf. Im Gemeindelexikon für die Provinz Rheinland von 1888 werden für Berghäuschen ein Wohnhaus mit 13 Einwohnern angegeben. 1895 besitzt der Ort ein Wohnhaus mit fünf Einwohnern und gehörte konfessionell zum katholischen Kirchspiel Frielingsdorf, 1905 werden ebenfalls ein Wohnhaus und fünf Einwohner angegeben, gehörte aber nun zum katholischen Kirchspiel Süng.

## Rundwanderweg A 2
Ausgangspunkt für eine Wanderung von Berghäuschen aus ist die unmittelbar benachbarte Ortschaft Bühlstahl. Durch Bühlstahl läuft der Rundwanderweg A 2, der von dort aus weiter nach Oberbrochhagen und  Frielingsdorf führt. Von dort verläuft er östlich von Niederhabbach vorbei, weiter nach Unterlichtinghagen, Oberhabbach und wieder zurück nach Bühlstahl. Insgesamt hat dieser Rundweg eine Länge von 8,2 Kilometern.

## Busverbindungen
Haltestelle Bühlstahl:
- 333 Wipperfürth – Dohrgaul – Frielingsdorf – Engelskirchen Bf. (Oberbergische Verkehrsgesellschaft)